# Anax de juin
Anax junius
Espèce
Statut de conservation UICN

 LC  : Préoccupation mineure
L’anax de juin (Anax junius) est une espèce de libellules de la famille des Aeshnidae commune en Amérique du Nord et en Amérique centrale. Au Canada, elle est notamment présente au Québec.
Lors des tempêtes d'équinoxe, cette libellule américaine peut être observée en Europe, égarée sur des îles ou sur la façade atlantique. L'anax de juin effectue des migrations de plusieurs centaines de kilomètres.
Des anax de juin ont été observées sur des plateformes pétrolières installées dans le golfe du Mexique, à des centaines de kilomètres au large.
Ces libellules parcourent en moyenne de 25 kilomètres chaque jour avec un maximum observé de 150 km en une journée. Des vitesses de 50 km/h ont été enregistrées.

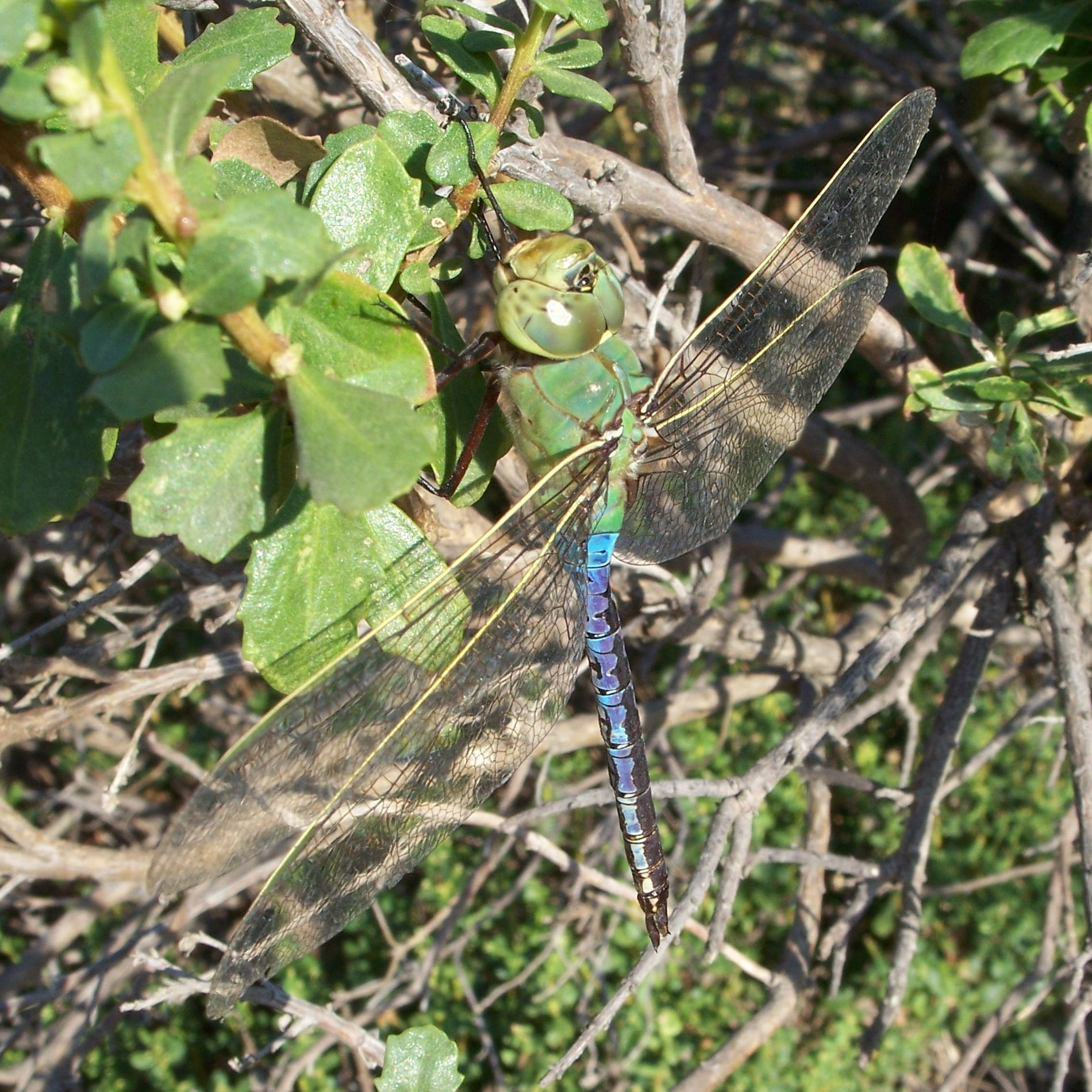
Mâle photographié en Californie, permettant de visualiser les caractères qui le distinguent de l'anax empereur européen.